# 루이스 페르난데스 길
루이스 페르난데스 길(Luis Fernandez-Gil, 1950년~)은 스페인의 배우, 텔레비전 배우이다.

## 영화
- 본 어게인 시너(2017년) - 피오 역
- 기프트 오브 더 하트(2017년)
- 쉬즈 알러직 투 캣츠(2016년)
- 아이-리브드(2015년)
- 6 웨이 투 다이(2015년)